# Misti
A Misti egy rétegvulkán Peru déli részén, Arequipa város közelében. Ez a város a második legnagyobb az országban, az El Misti lábánál fekszik 2400 m tszf. magasságban, egy termékeny völgyben. Az El Misti a város jelképe. Az épületek nagy részét a hegy fehér vulkáni kőzetéből építették. A vulkán utolsó kitörése 1870-ben volt.
A hóborította, kúp alakú El Misti a Chachani (6075 m) és a Pichu Pichu (5669 m) vulkán között helyezkedik el. Ezek a hegyek Arequipától északkeletre egész évben látszanak, főleg télen (május-szeptember között).

## Külső hivatkozások
- NASA three-dimensional perspective view of El Misti Archiválva 2004. november 18-i dátummal a Wayback Machine-ben
- Az El Misti 3D-s képei